# 王振民
王振民（1966年5月19日—），男，河南新密人，中華人民共和国法学家，清华大学法学院院长（2008年7月年－2016年7月）。郑州大学法学学士，中国人民大学法学硕士、博士。主要研究领域为：宪法学、行政法学、特别行政区基本法。前任香港基本法委員會委員。現任港澳辦一局局長。

## 生平
1995年起，任教于清华大学法学院。1993年至1995年在香港大学法律学院学习并进行研究工作、2000年至2001年在美国哈佛大学法学院做傅爾布萊特計畫高访学者。2006年2月被全国人民代表大会常务委员会任命为香港特别行政区基本法委员会委员。曾任中聯辦法律部部長。2011年入选“全国十大杰出青年法学家”。

## 主要著作
- 《中央与特别行政区关系:一种法治结构的解析》，北京，清华大学出版社，2002年9月；
- 《中国违宪审查制度》，北京，中国政法大学出版社，2004年2月。
- 《一國兩制白皮書》，2014年6月。[1]

另有论文50多篇。

## 言論與看法

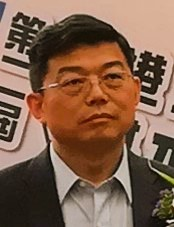
2018年5月27日，前任香港基本法委員會委員王振民於香港馬鞍山廣場擔任「第六屆法制先鋒問答比賽」決賽頒獎嘉賓

王振民在香港正值預備慶祝回歸二十週年時表示，「一國兩制」可能會讓一些人產生幻覺，因為中央政府給香港的高度自治權很多、很大，超出了中央可以包容的極限，讓一些人產生幻覺，好像香港「在一國兩制，在基本法之下，可以發展出另外一套跟中國不同的政治，那是不可能的！」，他明言「不論建制派、反對派，熱愛祖國是基本政治取態，就是要熱愛自己的祖國，熱愛自己的家鄉」。同年6月，他在「中國對外投資趨勢與香港的角色」高峰論壇指出香港在中國對外開放中擔當重要角色，更是唯一一個開埠175年來沒有中斷的作為中國認識世界及世界認識中國的窗口，香港的法律服務在「一國兩制」下具獨一無二優勢和吸引力，兩制之下香港實行普通法、司法獨立和法律服務水平更得世界廣泛認同和高度評價，全中國境內「找不到第二個像香港這樣的地方」。
2017年11月，王振民在一個香港回歸二十週年《基本法》研討會上批評香港部分人經常抨擊和謾罵中國共產黨和中國政府，其頭腦是「花崗岩」，不願接受香港已經回歸的政治現實，總是糾纏過去中國發生的不幸事件，「打開民族已經癒合的傷疤」。他又反問，如果中共可怕和沒有言論自由，為何中國是全球最大外資投資國家及發展出阿里巴巴和騰訊這樣的公司。他稱，中共的領導模式近年已受世界多地認可，在香港卻屢遭攻擊和謾罵；而西方式民主體制中政客只靠出位言論博得掌聲、而不是靠智慧，雖然這種體制長期穩定，過去經常被政治學者羨慕，不過現時中國政制亦已日趨穩定。他強調，中共長期執政是優點而非缺點。
2017年12月4日正值中國國家憲法日，王振民向在場的政務司司長張建宗建議香港可把國家憲法日定為法定假期，稱不少國家也有憲法日。他說，社會主義制度不在香港實行，但香港也得尊重國家主體是走社會主義制度，即使香港政府組成和制度與中國內地地方政府不一樣，香港也得尊重內地地方政府。又指香港「本來就是紅色中國一部份」，不存在1997年後「染紅」問題。
2018年5月，王振民在一個《基本法》問答比賽上致辭，強調香港的「立港之本」和發展泉源完全來自健全法治，「沒有法治，香港就沒有一切」；而法治建設不容易、需要多年時間，毀壞法治卻很容易，所以市民要細心呵護法治，「像愛護眼睛一樣愛法治」。他另指，須向學生大力宣傳推廣《基本法》，讓《基本法》深入每一位市民和學生的人心，並「變成行動指南」。
2018年7月，王振民出席研討會時以「新憲制帶給香港甚麼變化」為題演講，當中提出觀點：一、回歸前香港法律以英國憲法為核心，但英國沒有給予香港真正的法律，僅透過英皇給予港督全面管治權，亦頒佈《英皇制誥》成為香港憲制文件，王形容「英皇是非常任性的，想改就改」，英國對香港的統治也很隨意，英國國會從來沒有為香港立法，反之《基本法》21年來都沒有修改過。二、回歸後香港的憲制是以國家憲法為基礎和核心，憲法完全適用於香港而且已對香港產生法律效果，將《基本法》思考成獨立於憲法是誤解和扭曲。三、中央尊重香港法治，香港可以有獨立法制但不能獨立憲制，只能在憲法之內發展政制，否則就變了兩國兩制，拒絕讓人搞公投就是堅定的把香港納入國家的憲制之中，他強調不可能推翻或對抗國家的憲制基礎，香港更要認識認識、理解和接受國家法制，接受回歸現實，要由國家憲制的角度了解《基本法》。
2019年8月，王振民評論香港反對逃犯條例修訂草案運動時指出若中央政府直接接管香港，在香港實施社會主義制度及中國內地法律，對香港所有持份者都是「百分百、毁滅性的損失，是不可承受之重」。
2021年2月，王振民接受新華社記者採訪時表示，「愛國者治港」是「一國兩制」的應有之義和核心內容，是建立健全、發展完善特別行政區政治制度和體制必須遵守的根本原則。他表示，中國要嚴格落實「愛國者治港」，確保香港特區政權任何時候都掌握在愛國者手中，并表示「愛國者治港」，是要誠心誠意接受香港已經永久回歸祖國的事實，效忠中國及其香港特區，自覺捍衛國家主權和領土完整，反對任何分裂國家的行為；要尊重、承認國家主體實行的中國共產黨領導的體制和社會主義制度，國家不會改變香港的資本主義制度，他們也不要試圖改變國家主體實行的政治制度和體制；要尊重國家憲法和香港《基本法》，承認、接受國家和香港特區的憲制秩序；要以中華民族一員的身份為驕傲和榮耀，堅定地與祖國站在一起，與全國人民同甘共苦，自覺助力民族復興偉大進程，不做任何損害國家利益的事情。

## 批評
針對2018年7月王振民題為「新憲制帶給香港甚麼變化」的演講，楊岳橋批評王對普通法一知半解、不懂尊重為何物的角色，是典型的無事生非，無的放矢，並缺乏對一國兩制的尊重和對國家策略認知的大局觀，而普通法的精神就是法律沒有規定者都是容許的。郭榮鏗質疑王的言論用意，現時《基本法》寫明全國性法律除非納入《基本法》附件三，否則不能在港實施，王指「國家的憲法完全適用於香港」是不恰當，而「不能將《基本法》獨立於憲法」說法更是不明所以，因為「每個人都知道它來自憲法第三十一條，沒有人質疑它」，呼籲對方勿再說無謂說話，與其危言聳聽，不如多花時間了解香港、學好廣東話。